# Hrabstwo Franklin (Iowa)

Piramida wieku hrabstwa

Hrabstwo Franklin – hrabstwo położone w USA w stanie Iowa z siedzibą w mieście Hampton. Założone w 1851 roku.

## Miasta i miejscowości
- Ackley
- Alexander
- Coulter
- Dows
- Geneva
- Hampton
- Hansell
- Latimer
- Popejoy
- Sheffield

## CDP
- Bradford
- Chapin

## Drogi główne
- Interstate 35
- U.S. Highway 65
- Iowa Highway 3
- Iowa Highway 57

## Sąsiednie hrabstwa
- Hrabstwo Cerro Gordo
- Hrabstwo Butler
- Hrabstwo Hardin
- Hrabstwo Wright